# Kostovite
La kostovite è un minerale.